# Magnus Larsson (tennisspelare)
Per Henrik Magnus Larsson, född 25 mars 1970 i Olofström i Blekinge, är en svensk högerhänt tidigare professionell tennisspelare. Magnus Larsson blev professionell tennisspelare på ATP-touren 1989. Under sin aktiva tävlingskarriär vann han totalt sju singel- och sex dubbeltitlar. Han deltog dessutom i ytterligare 10 ATP-finaler. Som bäst rankades han som världstia i singel (17 april 1995) och som nummer 26 i dubbel (också under 1995). Han slutade tävla på ATP-touren 2003. Sedan 10 november 2009 assisterande Davis Cup-kapten.

## Tenniskarriären
Magnus Larsson vann sin första singeltitel i Florens, Italien på grus. Grus fortsatte att vara hans bästa underlag, han vann fem av sina singeltitlar på det underlaget, de övriga inomhus på matta. Säsongen 1992 vann han två singelturneringar; i Köpenhamn och i München där han besegrade tjecken Petr Korda i finalen, efter att i kvartsfinal slagit Wimbledonmästaren Michael Stich.
Under senåret 1994 och våren 1995 var Larsson i god form och nådde flera finaler i olika singelturneringar. Sin största framgång noterade han i storturneringen Grand Slam Cup inomhus på matta i oktober 1994. Han besegrade där i tur och ordning Stefan Edberg, Andre Agassi, Todd Martin och slutligen i finalen den amerikanske världsettan Pete Sampras (7-6, 4-6, 7-6, 6-4). Han tjänade i prispengar hela 1,5 miljoner US-dollar för den turneringsvinsten.
Som bäst i GS-sammanhang nådde Larsson i singel 1994 semifinalen i Grand Slam-turneringen Franska öppna. Han förlorade där mot spanjoren Alberto Berasategui. I dubbel nådde han 1995 finalen i Franska öppna tillsammans med Nicklas Kulti.
Magnus Larsson deltog i det svenska Davis Cup-laget 1992-2003. Han spelade totalt 19 matcher av vilka han vann 13. Han var en av spelarna i finallaget 1994 mot Ryssland i Moskva. Sverige vann med 4-1 i matcher och Larsson besegrade Jevgenij Kafelnikov (6-0, 6-2, 3-6, 2-6, 6-3) och Aleksandr Volkov (7-6, 6-4). Larsson var också med i det segrande svenska laget 1997. Finalen spelades mot USA i Göteborg och det svenska laget vann med 5-0 i matcher, varvid Larsson besegrade såväl Pete Sampras (3-6, 7-6, uppgivet) som Michael Chang (7-6, 6-7, 6-4).

## Spelaren och personen
Magnus Larsson var en utpräglad baslinjespelare, vars tennis lämpade sig bäst på långsamma underlag. Han tränades av bland andra Stefan Simonsson. Han var under stora delar av karriären förföljd av olika skador, bland andra benbrott i samband med en uppvisningsmatch i mitten på 1990-talet och vrist- och knäskador under 1990-talets sista år, vilka alla tvingade Larsson till operationer och långvariga uppehåll i tävlandet.
Den långe (193 cm) och kraftfulle (93 kg) Larsson ansågs allmänt som en mycket talangfull spelare som spelade med stor elegans. Han anser dock själv att han snarare var en produkt av ytterst hård träning. Han har sagt att han hade dålig avståndsbedömning på backhandsidan och kunde inte slå sin vanliga tvåhandsbackhand då han var pressad. Han tjänade i prispengar totalt 5 839 451 USA-dollar under sin tenniskarriär.
Magnus Larsson bor numera i Växjö och verkar där som tennistränare i sin nystartade tennisklubb ReadyPlay tennisclub. Med Stefan Edberg och Carl-Axel Hageskog driver han nybyggda (2012) Södra Climate Arena. Han spelar också på seniortouren.
Han har en dotter, Rebecca, född i maj 2000

## Titlar

### Singel (7)
- 1990 - Florens
- 1992 - Köpenhamn, München
- 1994 - Grand Slam Cup, Toulouse, Zaragoza
- 2000 - Memphis

### Dubbel (6)
- 1991 - Florens
- 1992 - Köpenhamn
- 1994 - Monte Carlo
- 1995 - Doha
- 1997 - Marseille
- 1998 - Båstad